# تاکویا کیمورا (بازیکن بیسبال)
تاکویا کیمورا (انگلیسی: Takuya Kimura; ۱۵ آوریل ۱۹۷۲ – ۷ آوریل ۲۰۱۰) بازیکن بیس‌بال اهل ژاپن بود.